# Tetrapharmacum
Ne doit pas être confondu avec Tetrapharmakos.
Le tetrapharmacum ou tetrafarmacum (en grec tetrapharmakos (τετραφάρμακος) ou parfois tetrapharmakon, τετραϕάρμακον, de tetra, quatre) est une composition pharmaceutique connue dans la médecine greco-romaine, dont les constituants furent la cire, la résine de pin, la poix et le lard (surtout le lard de porc). Le mot désigne aussi un rèmède à quatre composants pour les chevaux. 
Selon l'Histoire Auguste, un plat de la cuisine romaine porterait ce nom. L'auteur dit que ce plat fut inventé par Aelius Verus et apprécié par son père adoptif, l'empereur Hadrien, et plus tard par Alexandre Sévère. Dans la Vie d'Hadrien, il le décrit comme composé de faisan, de tétine de truie, de jambon et de pâte, tandis que dans la Vie d'Aelius, il en fait une recette à base de faisan, de tétine de truie, de paon, de jambon en croûte et de sanglier. L'auteur de l'Histoire Auguste prétend avoir repris ces informations des biographies de l'historien Marius Maximus. L'œuvre de Marius Maximus est perdue, ce qui empêche tout recoupement, mais André Chastagnol doute de la réalité d'une telle indication chez cet auteur et croit que cette recette est le fruit de l'imagination de l'auteur de l'Histoire Auguste, inspirée des recettes d'Apicius, évoqué dans la Vie d'Aelius en même temps que le tetrafarmacum. Cécile Bertrand-Dagenbach partage l'avis sur le caractère fantaisiste, et estime que l'auteur de l'Histoire Auguste s'est inspiré de l'emplâtre vétérinaire.  

## Sources
- Galien, Facultés des simples (vol. 12 p. 328 de l'édition Kühn).
- Histoire Auguste, traduction et commentaires d’André Chastagnol, éditions Robert Laffont, collection « Bouquins », 1994,  (ISBN 2-221-05734-1)